# Pleotrochus venustus
Pleotrochus venustus är en korallart som först beskrevs av Alcock 1902.  Pleotrochus venustus ingår i släktet Pleotrochus och familjen Turbinoliidae. Inga underarter finns listade i Catalogue of Life.